# Dommartin-sous-Amance
Pour les articles homonymes, voir Dommartin.
Dommartin-sous-Amance est une commune française située dans le département de Meurthe-et-Moselle et la région Grand Est.

## Géographie

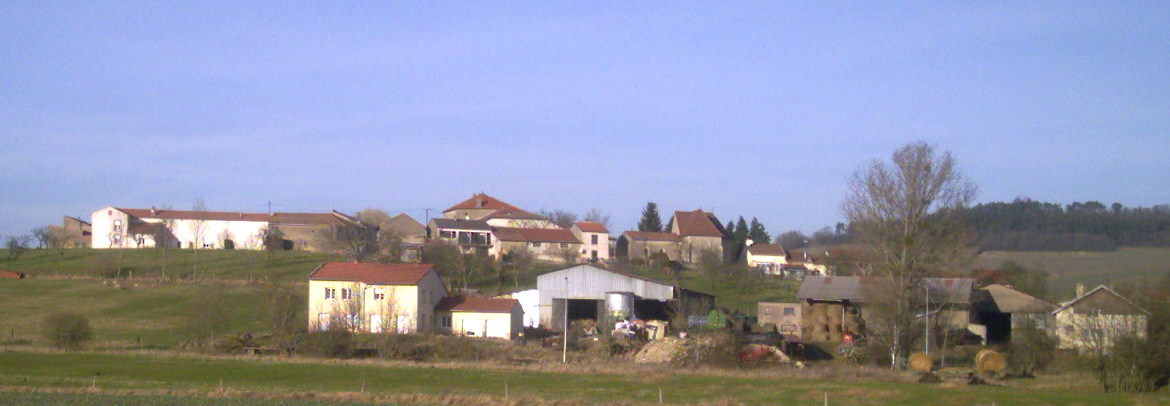
Vue générale

Village de la vallée de l'Amezule au nord-est de Nancy, il est dominé par la colline du Pain de Sucre (351 m).

### Communes limitrophes
| Eulmont   | Bouxières-aux-Chênes  |                    |
| Agincourt | Dommartin-sous-Amance | Laître-sous-Amance |
|           | Seichamps             |                    |

### Hydrographie
La commune est dans le bassin versant du Rhin au sein du bassin Rhin-Meuse. Elle est drainée par l'Amezule, le ruisseau de Gencey et le ruisseau des Étangs,.
L'Amezule, d'une longueur de 19 km, prend sa source dans la commune de Erbéviller-sur-Amezule et se jette  dans la Meurthe à Champigneulles, après avoir traversé douze communes. 

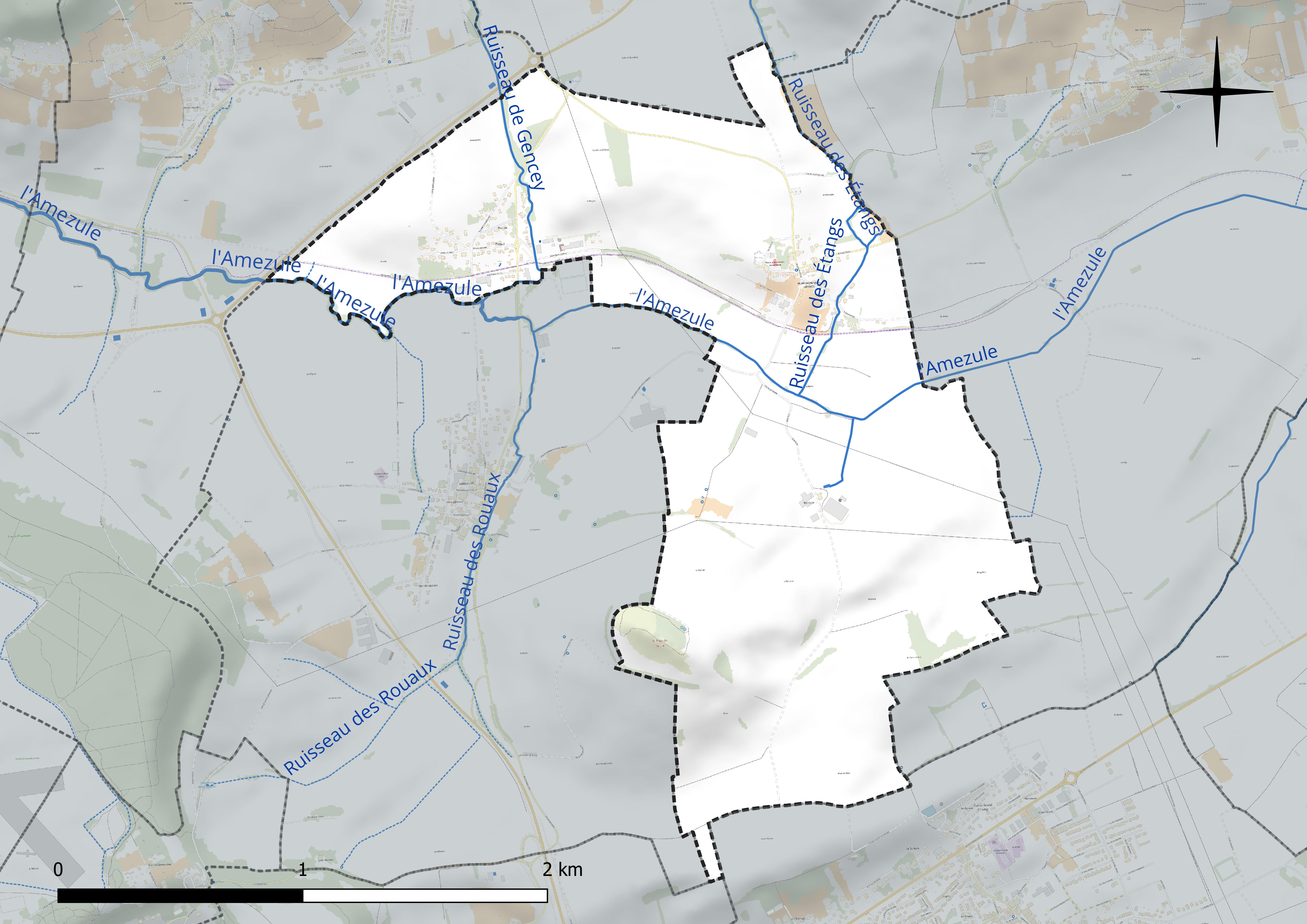
Réseau hydrographique de Dommartin-sous-Amance.

### Climat
Pour des articles plus généraux, voir Climat du Grand Est et Climat de Meurthe-et-Moselle.
En 2010, le climat de la commune est de type climat des marges montargnardes, selon une étude du Centre national de la recherche scientifique s'appuyant sur une série de données couvrant la période 1971-2000. En 2020, Météo-France publie une typologie des climats de la France métropolitaine dans laquelle la commune est exposée à un climat semi-continental et est dans la région climatique  Lorraine, plateau de Langres, Morvan, caractérisée par un hiver rude (1,5 °C), des vents modérés et des brouillards fréquents en automne et hiver. 
Pour la période 1971-2000, la température annuelle moyenne est de 9,9 °C, avec une amplitude thermique annuelle de 16,9 °C. Le cumul annuel moyen de précipitations est de 792 mm, avec 11,8 jours de précipitations en janvier et 9,4 jours en juillet. Pour la période 1991-2020, la température moyenne annuelle observée sur la station météorologique de Météo-France la plus proche, « Nancy-Essey », sur la commune de Tomblaine à 7 km à vol d'oiseau, est de 11,0 °C et le cumul annuel moyen de précipitations est de 746,3 mm. 
La température maximale relevée sur cette station est de 40,1 °C, atteinte le 24 juillet 2019 ; la température minimale est de −24,8 °C, atteinte le 21 février 1956,,. 
Les paramètres climatiques de la commune ont été estimés pour le milieu du siècle (2041-2070) selon différents scénarios d'émission de gaz à effet de serre à partir des nouvelles projections climatiques de référence DRIAS-2020. Ils sont consultables sur un site dédié publié par Météo-France en novembre 2022.

## Urbanisme

### Typologie
Au 1er janvier 2024, Dommartin-sous-Amance est catégorisée commune rurale à habitat dispersé, selon la nouvelle grille communale de densité à sept niveaux définie par l'Insee en 2022.
Elle est située hors unité urbaine. Par ailleurs la commune fait partie de l'aire d'attraction de Nancy, dont elle est une commune de la couronne,. Cette aire, qui regroupe 353 communes, est catégorisée dans les aires de 200 000 à moins de 700 000 habitants,.

### Occupation des sols
L'occupation des sols de la commune, telle qu'elle ressort de la base de données européenne d’occupation biophysique des sols Corine Land Cover (CLC), est marquée par l'importance des territoires agricoles (88,3 % en 2018), une proportion sensiblement équivalente à celle de 1990 (88,4 %). La répartition détaillée en 2018 est la suivante : terres arables (57,4 %), prairies (30,9 %), zones urbanisées (11,7 %). L'évolution de l’occupation des sols de la commune et de ses infrastructures peut être observée sur les différentes représentations cartographiques du territoire : la carte de Cassini (XVIIIe siècle), la carte d'état-major (1820-1866) et les cartes ou photos aériennes de l'IGN pour la période actuelle (1950 à aujourd'hui).

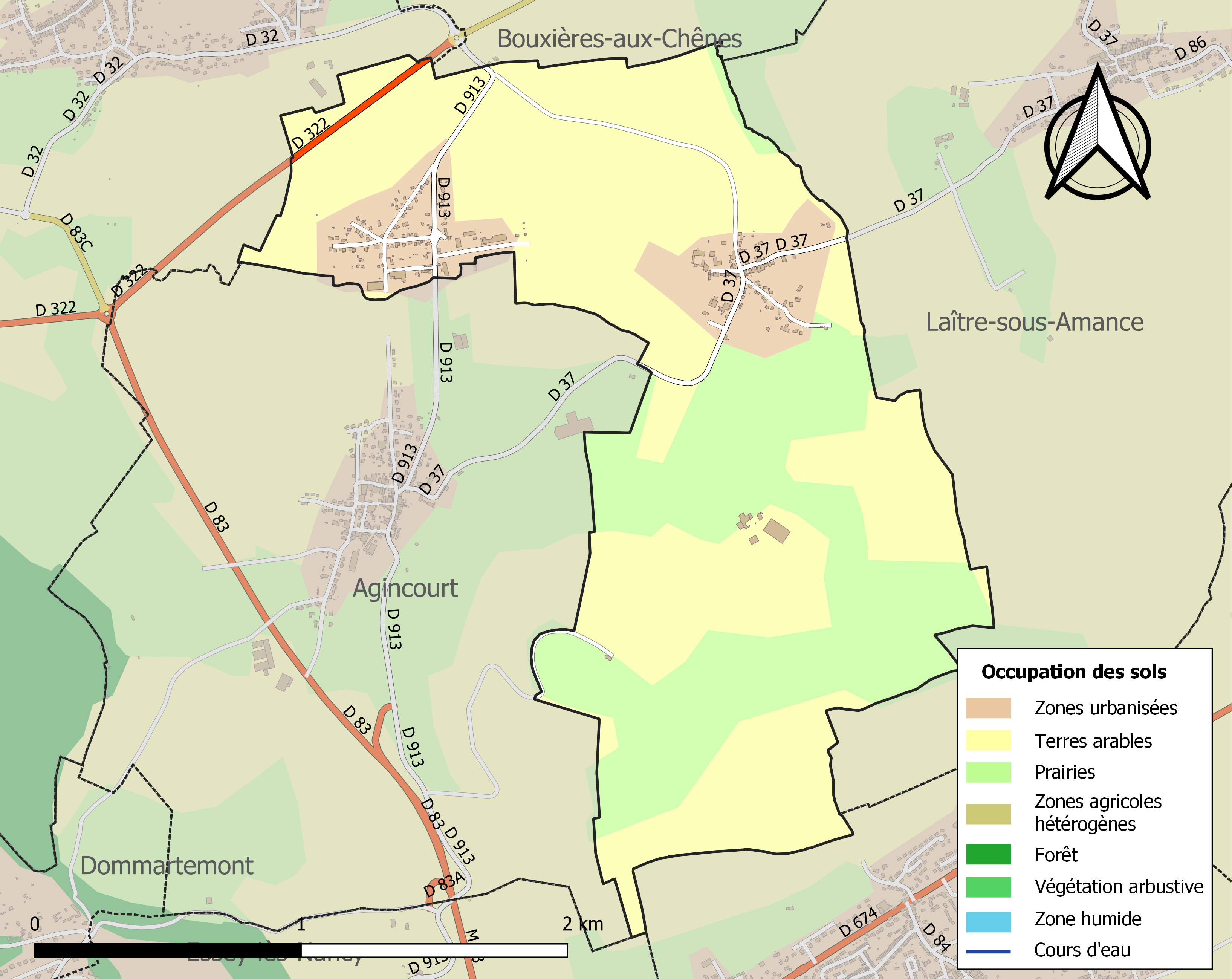
Carte des infrastructures et de l'occupation des sols de la commune en 2018 (CLC).

## Toponymie
Le nom de la localité est attesté sous les formes Ecclesia de Dummartino (875) ; Domnus Martinus (1076) ; Villa Donmartin (1103) ; Dompmertin (1420) ; Dompmartin-desoubz-Amance (1424) ; Dompmartin-soub-Amance (1600).

Dommartin est un hagiotoponyme caché du bas latin domnus et le nom du saint Martinus : « saint Martin » .
Dommartin est au sud ouest de Amance.

## Histoire
- Présence gallo-romaine.

## Politique et administration
| Période                                  | Période                   | Identité                                         | Étiquette | Qualité      |
| ---------------------------------------- | ------------------------- | ------------------------------------------------ | --------- | ------------ |
| Les données manquantes sont à compléter. |                           |                                                  |           |              |
| mars 2001                                | mars 2008                 | Jean-Pierre Marange                              |           |              |
| mars 2008                                | En cours (au 27 mai 2020) | Dominique Mathey, Réélu pour le mandat 2020-2026 |           | Ancien cadre |

## Population et société

### Démographie
L'évolution du nombre d'habitants est connue à travers les recensements de la population effectués dans la commune depuis 1793. Pour les communes de moins de 10 000 habitants, une enquête de recensement portant sur toute la population est réalisée tous les cinq ans, les populations de référence des années intermédiaires étant quant à elles estimées par interpolation ou extrapolation. Pour la commune, le premier recensement exhaustif entrant dans le cadre du nouveau dispositif a été réalisé en 2008.

En 2022, la commune comptait 311 habitants, en évolution de +14,76 % par rapport à 2016 (Meurthe-et-Moselle : −0,13 %, France hors Mayotte : +2,11 %).
| 1793 | 1800 | 1806 | 1821 | 1831 | 1836 | 1841 | 1846 | 1851 |
| ---- | ---- | ---- | ---- | ---- | ---- | ---- | ---- | ---- |
| 115  | 121  | 104  | 92   | 105  | 104  | 123  | 105  | 109  |

| 1856 | 1861 | 1872 | 1876 | 1881 | 1886 | 1891 | 1896 | 1901 |
| ---- | ---- | ---- | ---- | ---- | ---- | ---- | ---- | ---- |
| 124  | 119  | 112  | 156  | 136  | 139  | 140  | 146  | 140  |

| 1906 | 1911 | 1921 | 1926 | 1931 | 1936 | 1946 | 1954 | 1962 |
| ---- | ---- | ---- | ---- | ---- | ---- | ---- | ---- | ---- |
| 145  | 149  | 147  | 143  | 155  | 161  | 127  | 163  | 172  |

| 1968 | 1975 | 1982 | 1990 | 1999 | 2006 | 2008 | 2013 | 2018 |
| ---- | ---- | ---- | ---- | ---- | ---- | ---- | ---- | ---- |
| 221  | 279  | 300  | 282  | 290  | 264  | 257  | 255  | 285  |

| 2022 | - | - | - | - | - | - | - | - |
| ---- | - | - | - | - | - | - | - | - |
| 311  | - | - | - | - | - | - | - | - |

## Culture locale et patrimoine

### Lieux et monuments
- Vestiges de l'ancien prieuré 15e.
- Église Saint-Martin. inscrite Monuments historiques le 29 octobre 1926[24]. L'édifice a été reconstruite au XVe siècle et au XVIe siècle (chœur, chapelle seigneuriale) et agrandie au XVIIIe siècle (nef à plafond plat). L’intérieur a été entièrement restauré au début des années 1980 par l’entreprise France-Lanord et Bichaton de Nancy. Le sol du chœur et de son abside a été abaissé ; le mur élevé postérieurement entre le chœur et la chapelle seigneuriale, pour former une sacristie, abattu. La partie datant du XVe siècle et XVIe siècle est particulièrement remarquable par la qualité des chapiteaux et des clefs de voûte aux armes des seigneurs de Saulxures. À noter la présence de deux imposants lavabos liturgiques Renaissance (dans le chœur et dans la chapelle seigneuriale), d’une litre et d’une armoire eucharistique Gothique flamboyante tout à fait remarquable (grille réalisée en 1981 à la demande du curé Guerner par l’atelier métal de l’École des Beaux-arts de Nancy). Dans la modeste nef (environ 10 × 8 m), présence d’un autel latéral dédié à la sainte Vierge dont la statue de la Vierge à l'Enfant, datant des années 1760, a été classée monument historique en 1981.

### Héraldique, logotype et devise
| Blason de Dommartin-sous-Amance | Blason  | Palé d'or et d'azur de six pièces.               |
| Blason de Dommartin-sous-Amance | Détails | Le statut officiel du blason reste à déterminer. |